# Budd Johnson
Pour les articles homonymes, voir Johnson.
Albert J. Johnson est connu sous le nom de Budd Johnson (1910-1984) est un musicien saxophoniste et clarinettiste américain, compositeur et arrangeur de morceaux.

## Biographie
Budd Johnson est né le 14 décembre 1910 à Dallas au Texas. Il est aussi le grand-père du rappeur Prodigy des Mobb Deep.
Il commence sa carrière en jouant du swing.
Ses plus grands succès sont Bird feathers et Manteca.
Il a côtoyé les plus grands : Louis Armstrong, Count Basie, Dizzy Gillespie, Benny Goodman, Coleman Hawkins, Earl Hines, Quincy Jones, Phil Woods, Sarah Vaughan.
Il termine sa carrière comme directeur de musique dans la société d'édition Atlantic Records. Il a enseigné le saxophone à Ben Webster.
Il est décédé le 20 octobre 1984 à Kansas City.

## Discographie

### En tant que leader/coleader
- 1958: Blues a la Mode (Felsted)
- 1960: Budd Johnson and the Four Brass Giants (Riverside) avec Ray Nance, Clark Terry, Nat Adderley et Harry Edison
- 1960: Let's Swing! (Swingville)
- 1963: French Cookin' (Argo)
- 1964: Ya! Ya! (Argo)
- 1964: Off the Wall (Argo) avec Joe Newman
- 1970: Ya! Ya! (Black & Blue)
- 1974: The Dirty Old Men (Black & Blue) avec Earl Hines - réédité avec comme titre Mr. Bechet
- 1978: In Memory of a Very Dear Friend (Dragon)
- 1984: The Old Dude and the Fundance Kid (Uptown) avec Phil Woods

### En tant que sideman
Avec Cannonball Adderley
- Domination (Capitol, 1965)

Avec Count Basie
- The Legend (Roulette, 1961)
- Kansas City 8: Get Together (1979)

Avec Ruth Brown
- Miss Rhythm (Atlantic, 1959)

Avec Duke Ellington & Count Basie
- First Time! The Count Meets the Duke (Columbia, 1961)

Avec Gil Evans
- Great Jazz Standards (Pacific Jazz, 1959)
- Out of the Cool (Impulse!, 1960)

Avec Dizzy Gillespie
- The Complete RCA Victor Recordings (Bluebird, 1937-1949 [1995])
- Dee Gee Days: The Savoy Sessions (Savoy, 1951-1952 [1976])
- Jazz Recital (Norgran, 1955)

Avec Earl Hines
- The Father Jumps (Bluebird, 1939-1945 [1975])

Avec Etta Jones
- Lonely and Blue (Prestige, 1962)

Avec Quincy Jones
- The Birth of a Band! (Mercury, 1959)
- The Great Wide World of Quincy Jones (Mercury, 1959)
- I Dig Dancers (Mercury, 1960)

Avec Jimmy McGriff
- The Big Band (Solid State, 1966)

Avec Carmen McRae
- Something to Swing About (Kapp, 1959)

Avec Bud Powell
- Earl Bud Powell, Vol. 1: Early Years of a Genius, 44–48 (1948)

Avec Carrie Smith
- Carrie Smith (West 54, 1978)

Avec Jimmy Smith
- Monster (Verve, 1965)

Avec Sonny Stitt
- Broadway Soul (Colpix, 1965)

Avec Clark Terry
- Color Changes (Candid, 1960)
- Clark Terry Plays the Jazz Version of All American (Moodsville, 1962)

Avec Ben Webster
- Ben Webster and Associates (Verve, 1959)

Avec Randy Weston
- Uhuru Afrika (Roulette, 1960)
- Highlife (Colpix, 1963)
- Tanjah (Polydor, 1973)